# 辻拓哉
辻 拓哉（つじ たくや、1968年6月20日 - ）は、元青森放送アナウンサーである。

## 来歴・人物
京都府京都市出身。大阪芸術大学芸術学部放送学科を卒業、1991年に青森放送に入社。同期に元同局アナウンサーの秋山博子と稲葉直子がいる。アナウンサー時代には、『東奥日報ニュース』や『おはようワイドあおもり』などの報道番組・情報ワイド番組を主に担当。テレビにおいては、テレビマスターのオーディオファイルからの自動送出による辻の番組提供クレジットアナウンスが流されていた。

京都育ちゆえの柔らかい語り口調により「京都のボン」を連想させることから、番組内では「辻ぼん」の愛称で呼ばれることがある。デパートがスポンサーとなる京都物産展のテレビ特別番組では、故郷の京都からリポートを務めた。

特技は「耳コピーによるピアノ演奏」。あおもりTODAYパーソナリティーで歌手の麻生詩織が辻のピアノ生演奏により同番組内で歌唱した。また、毎年秋に同局が開催する「RABまつり」の屋外ステージイベントで、アナウンサー有志による生演奏においてピアノを担当。ラジオのニッポン放送系列でクリスマスに24時間の放送を行う「ラジオ・チャリティー・ミュージックソン」においては、放送拠点（中継イベント先）のショッピングセンターにて、生演奏のチャリティー・リクエストを募り、同期入社コンビの秋山博子アナウンサーが歌唱、辻がピアノ伴奏を担当。この募金イベントの様子は生放送された。

## 災害報道と受賞歴
地震速報や台風災害報道の分野において、機動性が高いアナウンサーとして局内での評価がある。県民の「身の安全」を第一に、次なる余震や風災害に備えることなど、二次被害を避けるための準備をリスナーや視聴者へ強く促し、被害回避を大前提としたアナウンスコメントを多用。また、2003年の台風21号災害放送では、青森地方気象台（八戸）（当時）で当時、観測史上3番目となる風速40.1mの暴風雨の下で全国中継し、日本テレビ個人特別表彰ベストリポーター賞を受賞した。

## 他分野における業務
IT分野にも強く、インターネット普及前の時期からネットの利点に理解を示し、電子メールによるメッセージの受付を担当番組へ採り入れていた。辻が1996年10月から担当していた『ツジタクのでんでん・もしもし・こちら歌謡局』は、青森放送においては初のメールメッセージとリクエストの受付を実施した番組となった。アナウンス業務を行いつつ、選挙開票速報ではテレビの速報システム構築プロジェクトに借り出されるため、開票速報報道特別番組にはアナウンサーとして画面に登場したことはない。IT分野での経験を生かし、2004年、ウェブサイト管理部門を担当するため、アナウンス職から離れた。

## アナウンサー時代の担当番組
- ナイトブリッジ・フォー・ユー（1991年10月 - 1992年9月、木曜『気分はペンギンアベニュー』担当）
- ミュージックレンジ お昼だチン! （1993年4月 - 1997年3月）
- おはようワイドあおもり（1996年4月 - 2000年9月）
- 倶楽部Time Walker （1999年4月 - 2004年3月）
- 東奥日報ニュース
- RABニュースレーダー
- 出会いふれあい生テレビ（青森駅からの生中継初代リポーター）
- ネットワーク・7
- 平成南部下北百景色
- Ｅタイム
- あなたとRAB
- ツジタクのでんでん・もしもし・こちら歌謡局
- 卍の城物語
- おしゃれにイングリッシュタイム
- RAB・TOP HIT
- 月刊ラジオ わくわくサンデー